# 2,6-Dimethyl-4-nitrophenol
2,6-Dimethyl-4-nitrophenol (auch 4-Nitro-2,6-dimethylphenol) ist eine aromatische Verbindung; es ist ein Phenolderivat mit zwei Methylgruppen und einer Nitrogruppe als Substituenten.
In Form seines Phenolats dient es zur photometrischen Bestimmung von Stickoxiden (Dimethylphenol-Verfahren). Hier werden NO und NO2 mittels Ozon zu Distickstoffpentoxid oxidiert, welches in Wasser zu Salpetersäure hydrolysiert. In schwefelsaurer oder phosphorsaurer Lösung entsteht mit 2,6-Dimethylphenol das 2,6-Dimethyl-4-nitrophenol. Dies wird in Form seines Phenolats nun photometrisch bestimmt.